# Múscul oblic superior del cap
El múscul oblic superior del cap (musculus oblic capitis superior) o múscul oblic menor del cap, sorgeix de la massa lateral de l'atles. Passa per sobre i per darrere de la meitat lateral de la línia nucal inferior de l'atles. Està innervat pel nervi suboccipital, una branca dorsal del primer nervi espinal.
L'oblic superior del cap actua en l'articulació atlantooccipital, estenent i flexionant el cap vers el mateix costat de la ubicació del múscul.

## Imatges

Posició del múscul oblic superior del cap (en vermell). Animació.
La mateixa animació anterior, però sense una part del crani. Només l'occipital.
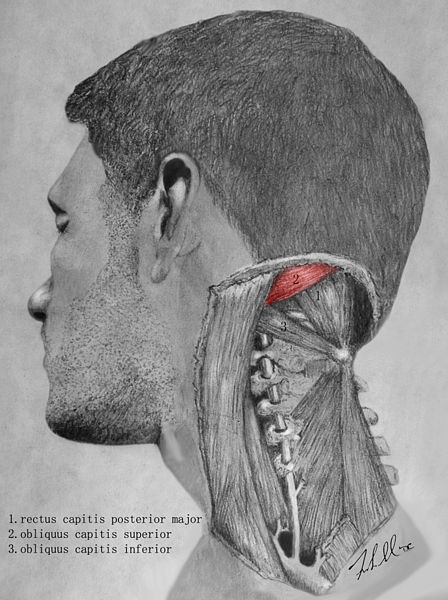
Relació amb altres músculs de l'oblic superior del cap (en vermell).
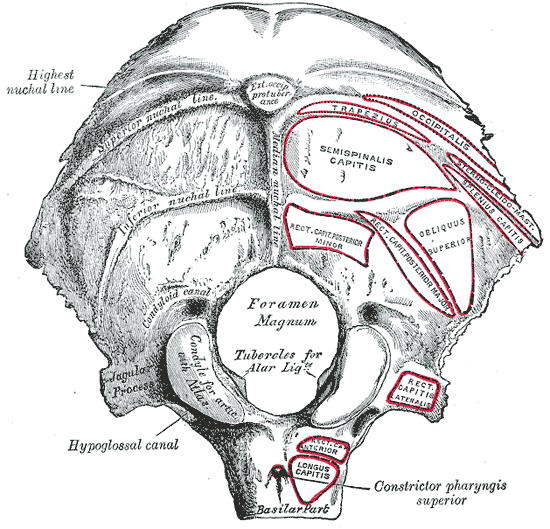
L'os occipital. Superfície exterior.
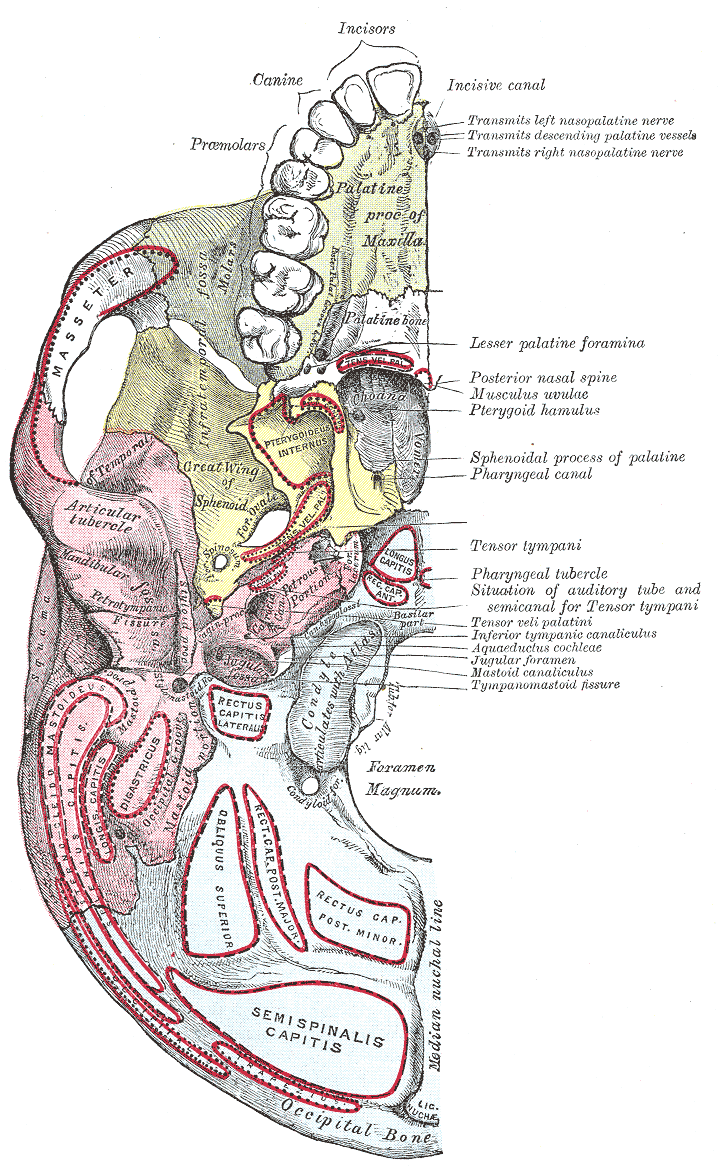
Base del crani. Superfície inferior.